# Lamine Ben Aziza
Lamine Ben Aziza (* 7. Oktober 1952 in Grombalia) ist ein ehemaliger tunesischer Fußballtorhüter. Er gehörte zum Kader der Nationalmannschaft Tunesiens bei der Weltmeisterschaft 1978.

## Karriere

### Verein
Lamine begann seine Karriere bei seinem Heimatverein Grombalia Sport, wo er gemeinsam mit seinem Bruder Raouf Ben Aziza in der Jugend spielte und 1970 das Finale der Juniorenmeisterschaft erreichte. Anschließend wechselten beide Brüder zum Étoile Sportive du Sahel, wo er sich rasch als Stammtorhüter etablierte.
Mit dem Verein gewann er mehrere nationale und internationale Titel. 1980 schloss er sich dem Club Sportif de Hammam-Lif an, bei dem er 1983 seine aktive Karriere beendete.

### Nationalmannschaft
Er bestritt zwischen dem 30. September 1976 und dem 19. Dezember 1978 insgesamt elf Länderspiele für die Nationalmannschaft Tunesiens. Bei der Weltmeisterschaft 1978 gehörte er als dritter Torhüter hinter Mokhtar Naili und Attouga, beide vom Club Africain, zum tunesischen Kader.

## Erfolge
- Tunesische Meisterschaft (1)  
  - Meister: 1972
  - Vizemeister: 1973, 1976
- Tunesischer Pokalsieger (2)  
  - Sieger: 1974, 1975
- Tunesischer Supercup (1)  
  - Sieger: 1973
- Nordafrikanischer Pokal der Landesmeister (1)  
  - Sieger: 1973
- Nordafrikanischer Pokal der Pokalsieger (1)  
  - Sieger: 1975

## Privates
Lamine Ben Aziza ist der Bruder von Raouf Ben Aziza. Die beiden spielten einen Großteil ihrer aktiven Laufbahn gemeinsam in derselben Mannschaft – Lamine als Torhüter, Raouf als Stürmer.